# Medalha Cothenius

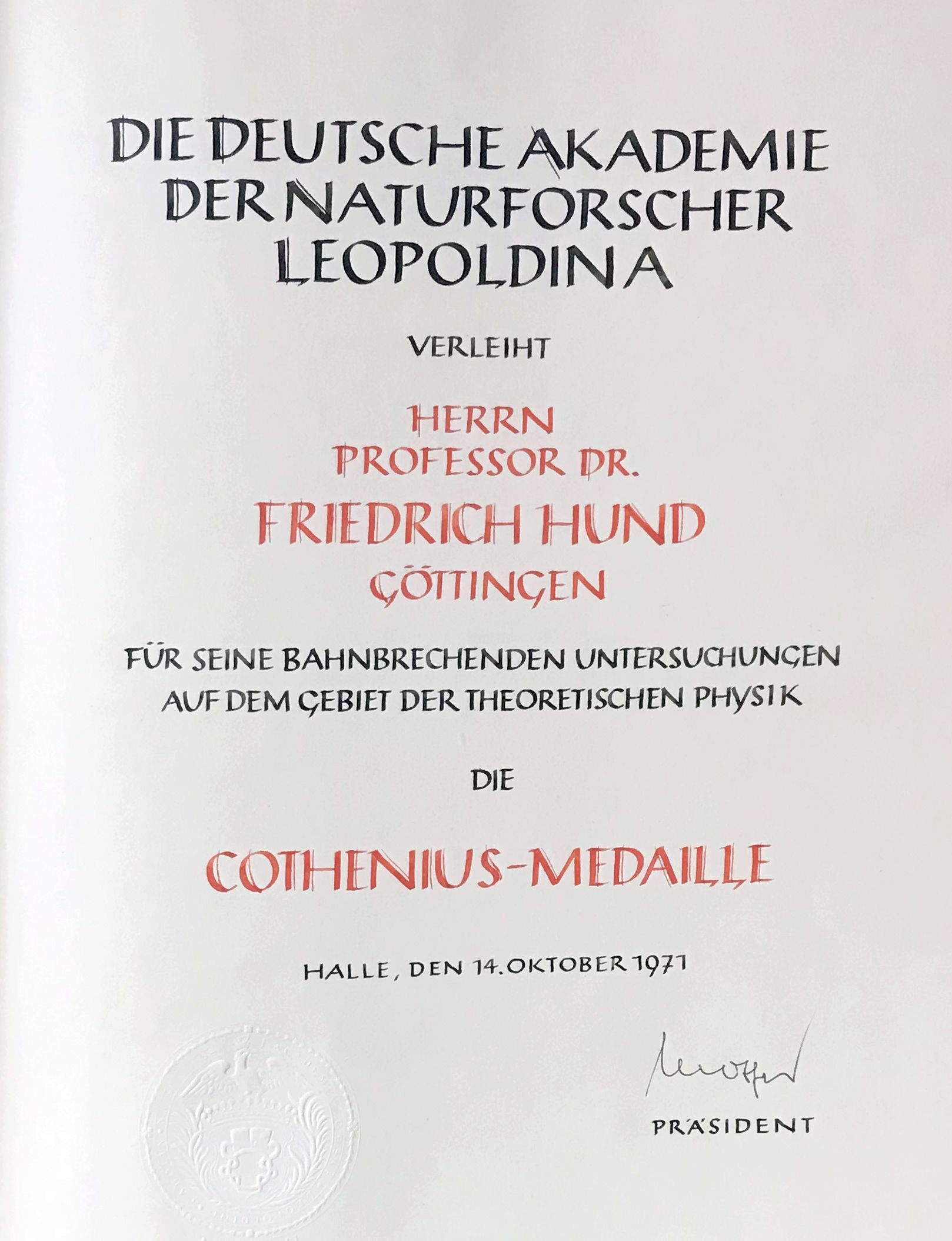
Medalha Cothenius 1971

A Medalha Cothenius (em alemão:  Cothenius Medaille) é um prêmio de ciências concedido desde 1792 pela Academia Leopoldina, pela obra da vida de um pesquisador. Homenageia Christian Andreas Cothenius, que fundou a medalha com sua herança (com os juros de 1000 Taler em ouro), pelo melhor trabalho sobre um tema da medicina. Desde 1954 a medalha é concedida a membros da Leopoldina. Consiste em um medalha de ouro, contendo o retrato de Cothenius e a inscrição Praemium virtutis salutem mortalium provehentibus sancitum (Em reconhecimento da capacidade daqueles que promovem o bem-estar dos mortais).

## Condecorados

### 1792 a 1861[1]
- 1792: Cornelis Johannes Vos, Georg von Wedekind, Gerhard Anton Gramberg
- 1795: Christoph Wilhelm Hufeland
- 1800: Franz Justus Frenzel, Heinrich Cotta
- 1806: August Heinrich Ferdinand Gutfeld, Christian Friedrich von Jäger
- 1861: Johann Ernst Falke

### 1864 a 1953[2]
- 1864: Ernst Haeckel
- 1876: Wilhelm Haarmann, Gustav Robert Kirchhoff, Giovanni Schiaparelli, Fridolin Sandberger, Ferdinand Tiemann, August Wilhelm Eichler, August Weismann, Alexander Ecker, Carl Friedrich Wilhelm Ludwig[2]
- 1877: Joseph Lister
- 1878: Hugo Gyldén
- 1879: Wilhelm Eduard Weber
- 1880: August Michaelis, Friedrich Wöhler, Heinrich Robert Göppert
- 1881: Joachim Barrande
- 1882: Nathanael Pringsheim
- 1883: Franz Eilhard Schulze
- 1884: Rudolf Heidenhain
- 1885: Ludwig Lindenschmit der Ältere
- 1886: Adolf Kußmaul
- 1887: Karl Weierstrass
- 1888: Julius von Hann
- 1889: Otto Wallach
- 1890: Dionys Stur
- 1891: Melchior Treub
- 1892: Gustaf Retzius
- 1893: Adolf Eugen Fick
- 1894: Karl von den Steinen, Hanns Bruno Geinitz
- 1895: Heinrich Ernst Beyrich, Charles Louis Alphonse Laveran
- 1896: Robert Daublebsky von Sterneck
- 1897: Georg Hermann Quincke, Albert von Kölliker
- 1898: Hermann Emil Fischer
- 1899: Ferdinand Zirkel
- 1900: Joseph Dalton Hooker
- 1901: Karl Gegenbaur, Rudolf Virchow
- 1903: Ivan Pavlov
- 1904: Alexander Supan
- 1905: Ernst von Leyden
- 1906: Georg von Neumayer, David Hilbert
- 1907: Wilhelm von Bezold
- 1908: Daniel Vorländer
- 1909: Viktor Uhlig
- 1910: Wilhelm Pfeffer
- 1911: Carl Chun
- 1912: Robert Tigerstedt
- 1913: Leonhard Schultze
- 1914: Emil Abderhalden
- 1916: Wilhelm von Waldeyer-Hartz
- 1922: Albert Wangerin
- 1925: Albrecht Penck, Hugo Eckener, Sven Hedin
- 1934: Johannes Weigelt
- 1935: Hans Spemann, Otfrid Foerster
- 1937: Armin Tschermak-Seysenegg, Dante de Blasi, Eugen Fischer, George Barger, Franz Volhard, Max Le Blanc, Paul Uhlenhuth, Richard Kuhn, Robert von Ostertag
- 1938: Erich von Tschermak-Seysenegg
- 1939: Alfred Vogt
- 1941: Georg Sticker
- 1942: Hermann Rein
- 1943: Otto Hahn
- 1944: Hans Winkler
- 1953: Karl Wilhelm Jötten

### 1959 a 2021[3]
- 1959: Petr L. Kapica, Georg von Hevesy
- 1960: John C. Eccles, Kurt Mothes
- 1961: Max Bürger
- 1964: Wolfgang Frhr. von Buddenbrock-Hettersdorff
- 1965: Ernst Derra, Hans Hermann Bennhold
- 1966: Archibald Vivian Hill
- 1967: Karl Lohmann, Vladimir Engelgardt
- 1969: Helmut Hasse, Bartel Leendert van der Waerden, Pavel Alexandrov
- 1971: Friedrich Hund, Otto Kratky
- 1972: Erwin Reichenbach
- 1973: Albrecht Unsöld
- 1974: Viktor Ambartsumian
- 1975: Ernst Ruska, Ilya Prigogine
- 1977: Wolfgang Gentner, Arnold Graffi
- 1980: Peter Friedrich Matzen, Wilhelm Jost
- 1983: Erna Lesky, Wolf von Engelhardt
- 1985: Hermann Flohn, Konrad Zuse
- 1987: Rostislaw Kaischew, Adolf Watznauer
- 1989: Heinz Bethge, Jürgen Tonndorf, Bernard Katz
- 1991: Albert Eschenmoser, Heinz Röhrer
- 1993: Bernhard Hassenstein, Wolfgang Gerok
- 1995: Dietrich Schneider, Gottfried Möllenstedt, Wilhelm Doerr
- 1997: Otto Braun-Falco, Friedrich Hirzebruch
- 1999: Rudolf Rott, Dorothea Kuhn
- 2000: Hans Mohr
- 2001: Leopold Horner, Heinz Jagodzinski
- 2003: Ernst Helmreich, Benno Parthier, Andreas Oksche
- 2005: Hans Günter Schlegel, Alfred Gierer
- 2007: Klaus Wolff, Sigrid Peyerimhoff
- 2009: Karl Decker, Eduard Seidler
- 2011: Bert Hölldobler, Anna Magdalene Wobus, Ulrich Wobus
- 2013: Gunter Fischer, Wolf Singer[4]
- 2015: Herbert Gleiter, Otto Ludwig Lange[5]
- 2017: Joachim Trümper, Fritz Melchers
- 2019: Klaus Müllen, Walter Neupert
- 2021: Rudolf Kurt Thauer, Werner Kühlbrandt